# إيراكلي كوباخيدزه
إيراكلي كوباخيدزه (بالجورجية: ირაკლი კობახიძე؛ من مواليد 25 سبتمبر 1978) باحث دستوري وسياسي جورجي، يشغل منصب رئيس وزراء جورجيا السادس عشر منذ عام 2024. شغل سابقًا منصب رئيس برلمان جورجيا من عام 2016 إلى عام 2019 واكن عضوًا في البرلمان الجورجي من عام 2016 إلى عام 2024. وشغل منصب رئيس حزب الحلم الجورجي من 2021 إلى 2024. قبل التحاقه بالسياسة، كان أستاذا في جامعة ولاية تبليسي.
شغل سابقًا منصب رئيس برلمان جورجيا من عام 2016 إلى عام 2019 وكان عضوًا في البرلمان الجورجي من عام 2016 إلى عام 2024. وشغل منصب رئيس حزب الحلم الجورجي من عام 2021 إلى عام 2024. وقبل انضمامه إلى السياسة، كان عضوًا في البرلمان الجورجي من عام 2016 إلى عام 2024. أستاذ في جامعة ولاية تبليسي.
ومن عام 2020 إلى عام 2022، شغل كوباخيدزه منصب نائب رئيس الجمعية البرلمانية لمجلس أوروبا. غالبًا ما توصف تصريحات كوباخيدزه بأنها "معادية لأوروبا" و"معادية لأمريكا" بقولها إن الغرب يدفع جورجيا إلى الحرب الروسية الأوكرانية و"يفتح جبهة ثانية" وغيرها من الرسائل المشابهة.

## بداية حياته ودراساته
ولد إيراكلي كوباخيدزه في 25 سبتمبر 1978 في تبليسي، جمهورية جورجيا الاشتراكية السوفياتية، الاتحاد السوفياتي. والد كوباخيدزه هو الفيزيائي والسياسي جيورجي كوباخيدزه، الذي كان عضوًا في البرلمان في الهيئتين التشريعيتين الثالثة والرابعة، وأصبح نائبًا لرئيسه، عن الحزب الوطني الديمقراطي، وأيضًا عضوًا في الحركة الديمقراطية - جورجيا المتحدة. حتى عام 2015. تخرج إيراكلي من كلية الحقوق بجامعة تبليسي الحكومية عام 2000. وفي وقت لاحق من عام 2002 واصل تعليمه القانوني في جامعة دوسلدورف بألمانيا، حيث حصل على درجة الماجستير في القانون والدكتوراه في عام 2006.
بين عامي 2000 و2001 كان المنسق الإقليمي لمشروع التعليم العام التابع للوكالة الأمريكية للتنمية الدولية، وبين عامي 2006 و2014، عمل كخبير مشروع ومدير مشروع في برنامج الأمم المتحدة الإنمائي. بين عامي 2005 و2012، كان كوباخيدزه أستاذًا مساعدًا في جامعة ولاية تبليسي وأستاذًا مشاركًا في جامعة القوقاز بين عامي 2011 و2014. كما كان عضوًا في لجنة خبراء برنامج "المجتمع المفتوح – مؤسسة جورجيا" في مجال حقوق الإنسان وسيادة القانون، وعضوًا في الوفد الجورجي إلى مجلس أوروبا بين عامي 2011 و2012. منذ عام 2014 وهو أستاذ مشارك في جامعة ولاية تبليسي.

## الجوائز
- فخرية من جامعة بيلاروسيا الحكومية (2017)[5]
- "وسام الحرية البرلماني" (برلمان جورجيا، 2021)[6]
- "جائزة سابينو أرانا" (الحزب القومي الباسكي، 2023)[7]